# Julbernardia baumii
Julbernardia baumii là một loài thực vật có hoa trong họ Đậu. Loài này được (Harms) Troupin miêu tả khoa học đầu tiên.